# کلیسای گئورگ مقدس (سوردلوف)
کلیسای گئورگ مقدس (ارمنی: Սբ. Գևորգ եկեղեց؛ انگلیسی: St. George Church, Sverdlov) یک کلیسا متعلق به کلیسای حواری ارمنی واقع در شهر سوردلوف، استان لوری ارمنستان می‌باشد. ساخت و ساز این ساختمان در سده ۶ام میلادی؛ به پایان رسید. این بنا به سبک معماری ارمنی طراحی شده است.

## نگارخانه

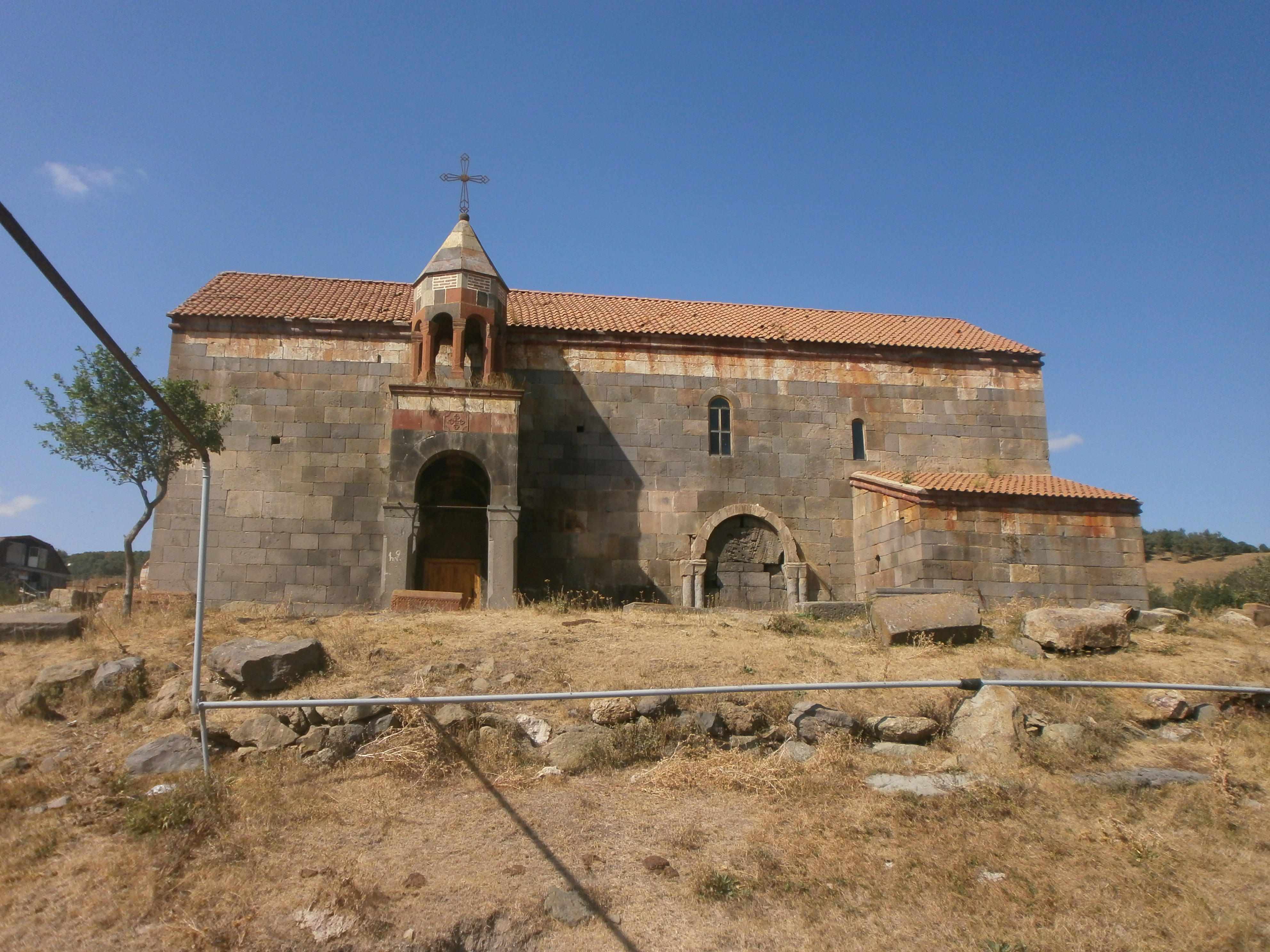
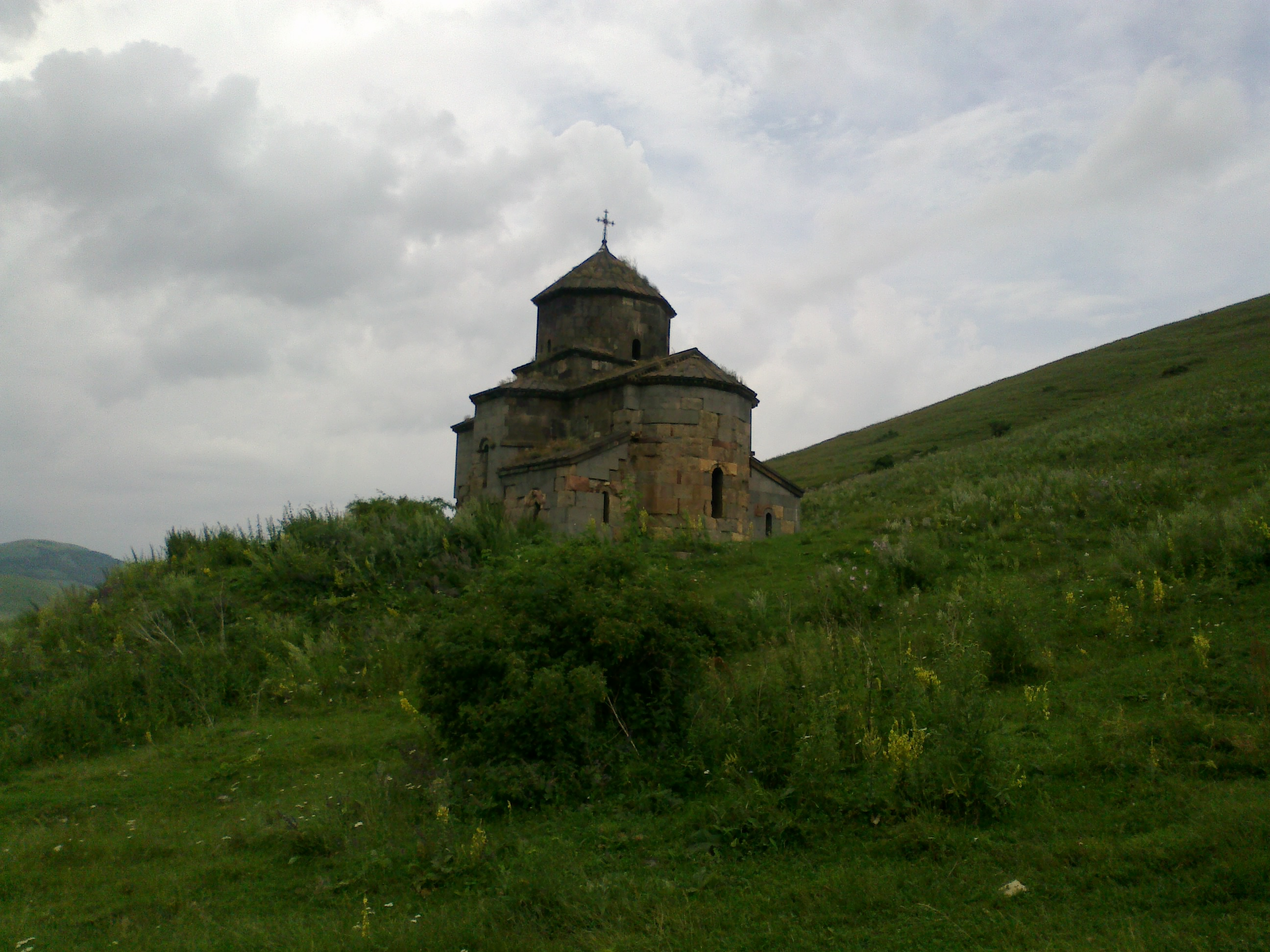
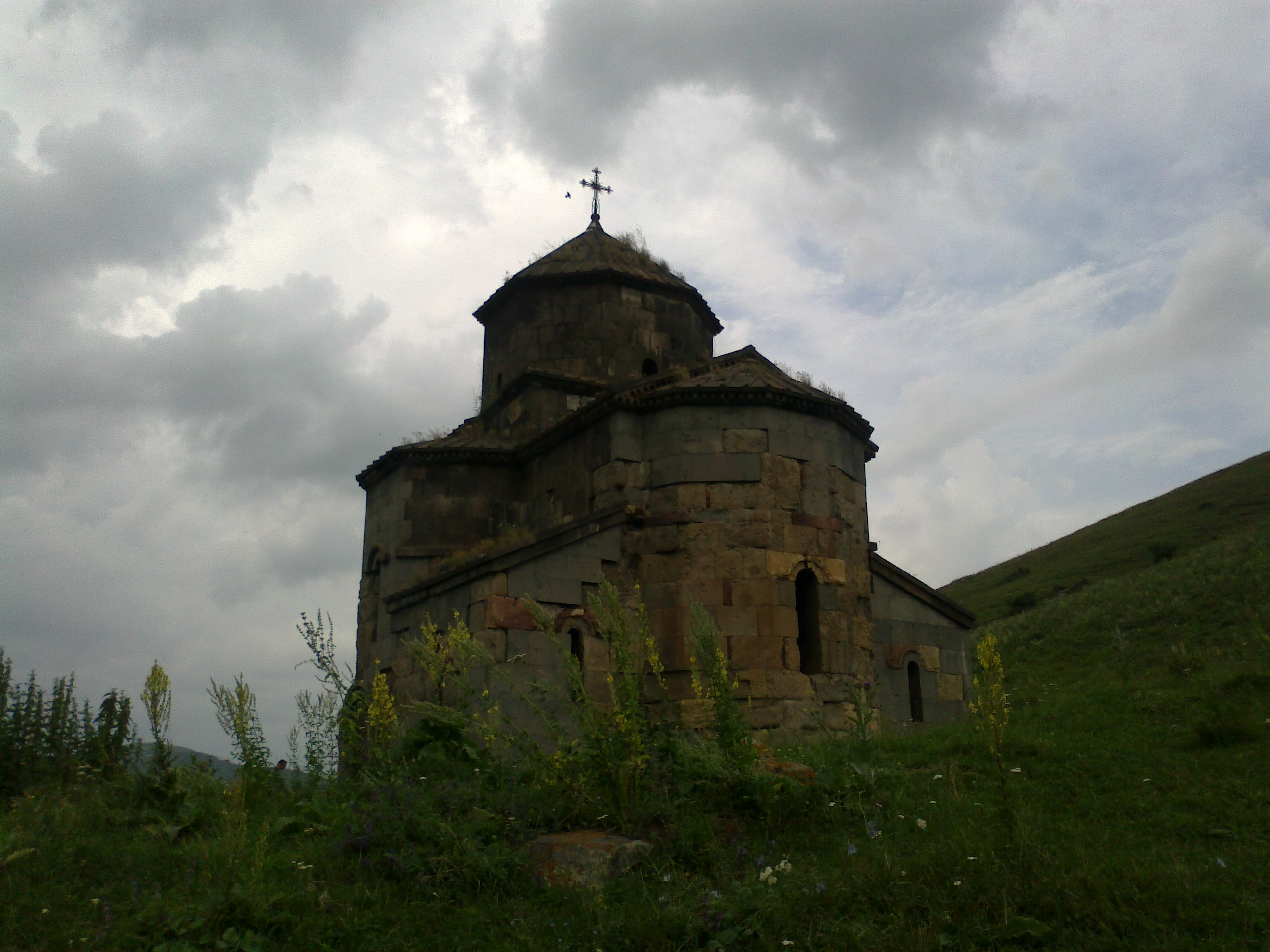
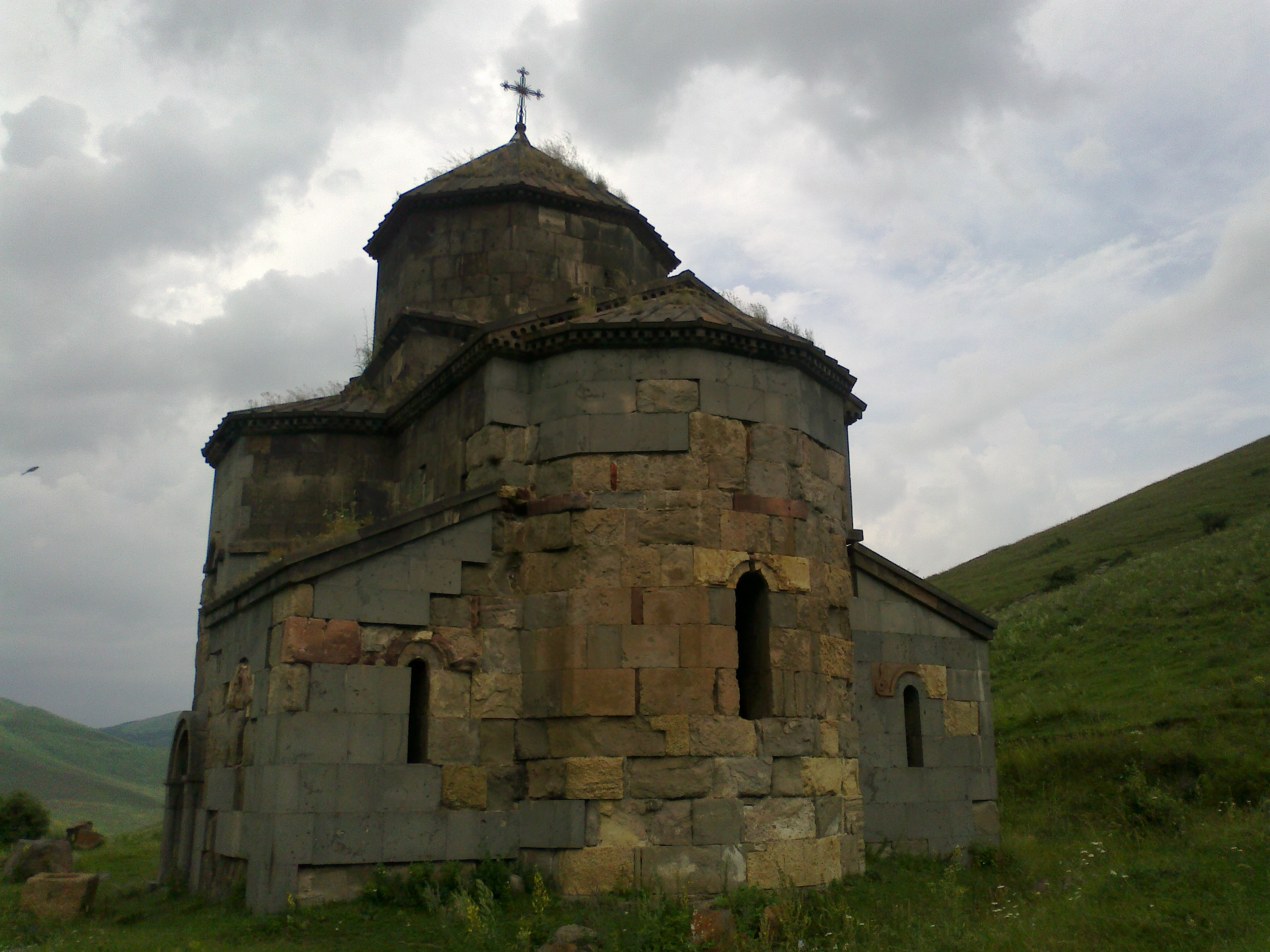
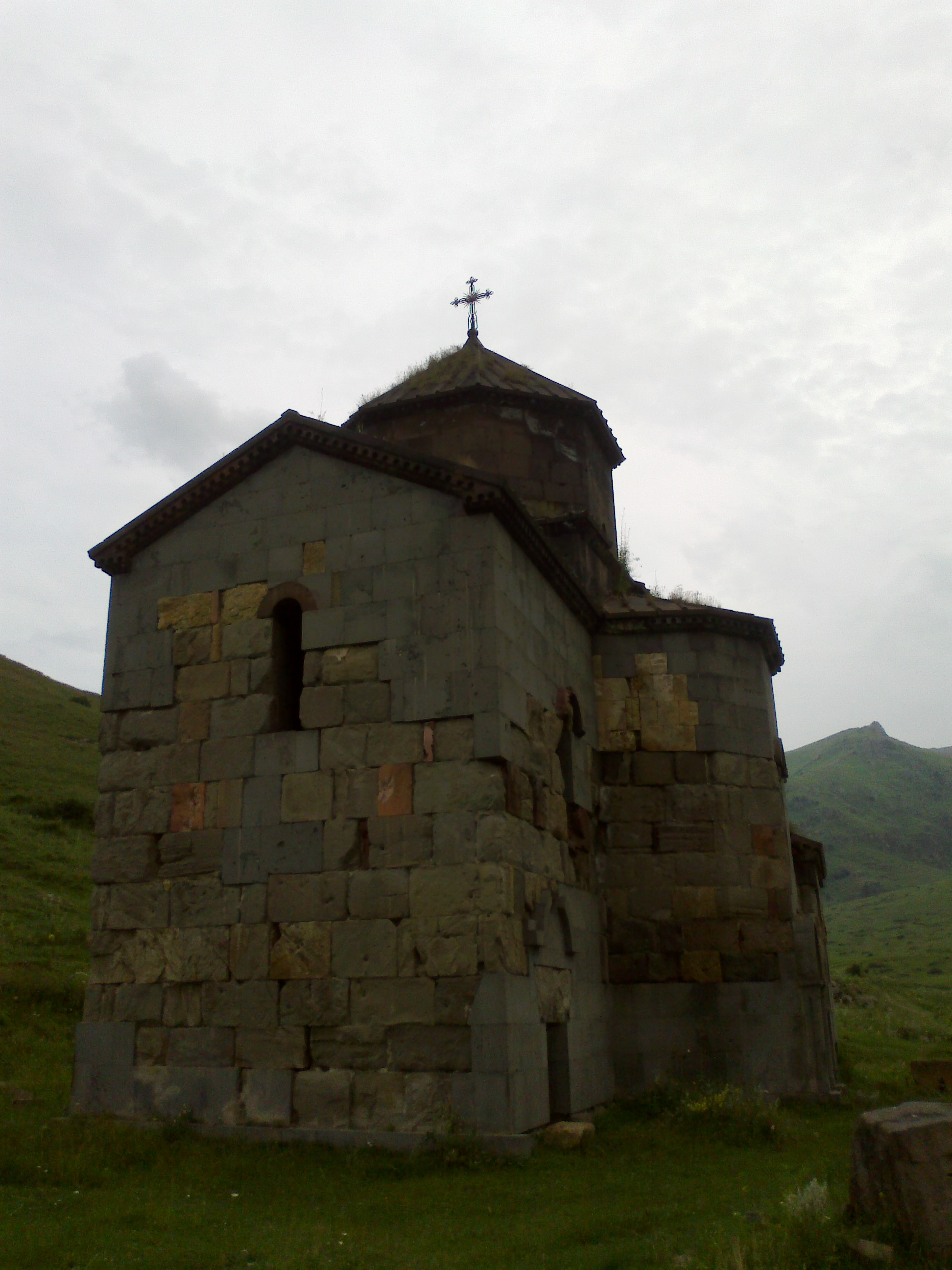